# Trubbach
Der Trubbach, am Mittellauf Hirtenbach genannt, ist der Unterlauf eines ganzjährig wasserführenden Fließgewässers im oberfränkischen Landkreis Forchheim am Westrand der Nördlichen Frankenalb und das auf den längsten Strängen über 12 km erreicht.

## Geographie

### Verlauf
Der Hirtenbach entsteht aus einem Büschel von Bergbächen, die am Abhang der Gräfenberger Flächenalb entspringen und deren beide Hauptbäche Reithgraben von Süden und Troppbach von Osten sich zuletzt in Kunreuth auf etwa 294 m ü. NHN vereinen. Von dort fließt der Hirtenbach nordwestwärts an den am rechten Ufer liegenden Orte Dobenreuth und Gosberg von Pinzberg vorbei, wonach er aus der Hügellandschaft in den weiten und flachen Talboden linksseits der unteren Wiesent wechselt.
Nun fließt er mehr und mehr westwärts und nimmt bald auf etwa 267 m ü. NHN den Schwedengraben auf, einen linken Abzweig der Wiesent, wobei dann der Trubbach entsteht. Nach ein paar Flussschlingen auf dem Gebiet der Stadt Forchheim unterquert dieser die mit der Wiesenttalbahn gebündelte Bahnstrecke Nürnberg–Bamberg und in der folgenden städtischen Bebauung die B 470. Schließlich mündet er auf etwa 255 m ü. NHN in einen Regnitz-Altarm, der einen halben Kilometer weiter abwärts in der Nähe des Ehrenbürg-Gymnasium Forchheim auch noch die Wiesent aufnimmt und dann in den Main-Donau-Kanal übergeht.

### Zuflüsse
Hierarchische Liste einer Auswahl von Zuflüssen, jeweils von der Quelle zur Mündung.
Zusammenfluss des Trubbachs auf etwa 267 m ü. NHN etwa einen Kilometer westlich der Ortsmitte von Pinzberg-Gosberg
- Schwedengraben, rechter und nordöstlicher Oberlauf, linker Abzweig der Wiesent vor Forchheim-Reuth
- Hirtenbach, linker Oberlauf von Südwesten. Fließt in Kunreuth auf etwa 294 m ü. NHN aus seinen beiden Oberläufen zusammen
  - Troppbach (Weingarts Graben), rechter Oberlauf aus dem Ostsüdosten. Entspringt bei Kunreuth-Regensberg auf etwa 420 m ü. NHN
    - (Bach aus dem Pfeiffenholz), von links und Südosten in Kunreuth-Weingarts
    - (Bach aus dem Kohlholz), von links und Südsüdosten bei Weingarts
    - Hutgraben, von rechts und Ostnordosten

  - Reithgraben, linker Oberlauf aus dem Süden. Entspringt einer Quelle auf etwa 437 m ü. NHN am Lehmberg südöstlich von Kunreuth-Ermreus
    - Laschbach, von rechts und Südosten östlich von Ermreus
      - Zufluss aus dem Goldbrunnen, von links
      - Griesbach, von links und Süden. Entspringt ebenfalls am Lehmberg

    - Gaißbach, von links und Südwesten. Entspringt nahe dem Ortsrand von Ermreus

  - Steingraben, von rechts und Osten an der Pinzberger Einöde Steingraben wenig unterhalb von Kunreuth
  - Waillenbach, von links und Süden. Entspringt südlich von Effeltrich-Gaiganz
  - Kellersgraben (?), von rechts und Osten am Sportplatz von Dobenreuth-Dobenreuth
  - Binsenbach (Sedelbach), von rechts und Osten
    - Linzengraben, von links und Südosten

  - Herresbach, von links und Südwesten
- (Graben aus dem Gewann Egerten), von links und Südwesten
- Abgangbach, von rechts und Nordnordosten. Ist ebenfalls ein linker Abzweig der Wiesent
- Wiesent-Nebenarm, von rechts und Norden. Geht am Klinikum nach links von der Wiesent ab.
- Abgang des Werkskanals, nach rechts unter dem vorigen hindurch zum Hauptarm der Wiesent
- Augraben, von links und Südosten unmittelbar nach der B 470